# ستيفن ويتني
ستيفن ويتني (بالإنجليزية: Stephen Whitney)‏ هو سياسي أمريكي، ولد في 4 سبتمبر 1776 في نيويورك في الولايات المتحدة، وتوفي في 16 فبراير 1860 في نيويورك في الولايات المتحدة.